# 美馬市立江原北小学校
美馬市立 江原北小学校（みましりつ えはらきたしょうがっこう）は、徳島県美馬市脇町にある公立小学校。

## 沿革
- 1874年（明治07年） - 夏子小学校を創立。
- 1892年（明治25年） - 江原村立夏子尋常小学校と改称。
- 1911年（明治44年） - 江原村立江原北尋常高等小学校と改称。
- 1928年（昭和03年） - 江原町立江原北尋常高等小学校と改称。
- 1941年（昭和16年） - 徳島県美馬郡江原町江原北国民学校と改称。
- 1947年（昭和22年） - 徳島県美馬郡江原町江原北小学校と改称。
- 1958年（昭和33年） - 徳島県美馬郡脇町江原北小学校と改称。
- 2005年（平成17年） - 町村合併により美馬市立江原北小学校となる。
- 2017年（平成29年） - 美馬市立清水小学校を統合。

## 校歌
- 作詞：千眼智見 / 作曲：川人利夫

## 通学区域が隣接している学校
- 美馬市立脇町小学校
- 美馬市立江原南小学校
- 阿波市立林小学校
- 阿波市立伊沢小学校
- 阿波市立大俣小学校
- 香川県さぬき市立長尾小学校
- 香川県三木町立白山小学校
- 香川県高松市立塩江小学校

## 卒業生
- 藤田淳平（プロ野球選手）